# سد کیری
سد کیری (به لاتین: Kiri Dam) یک سد در نیجریه است که در Kiri, Nigeria واقع شده‌است.